# Andrzej Płonka (samorządowiec)
Andrzej Antoni Płonka (ur. 1 marca 1960 w Bielsku-Białej) – polski samorządowiec, od 2002 roku starosta bielski, a od 2019 roku także prezes zarządu Związku Powiatów Polskich.

## Życiorys
Urodził się jako syn Janiny i Antoniego. Jest absolwentem Politechniki Łódzkiej (filii w Bielsku-Białej), na której uzyskał tytuł magistra inżyniera w dziedzinie włókiennictwa. Jest założycielem i wiceprezesem Parafialnego Klubu Sportowego Millenium w Porąbce.

### Kariera polityczna
W wyborach samorządowych w 1998 roku został wybrany radnym powiatu bielskiego. Został wówczas członkiem zarządu powiatu odpowiedzialnym za sprawy edukacji, kultury, sportu i turystyki. W 2001 roku został mianowany wicestarostą. W wyborach samorządowych w 2002 roku uzyskał reelekcję jako radny, kandydując z Komitetu Wyborczego Wyborców Rodzina-Prawo-Wspólnota z okręgu 5 z 1 miejsca. 28 listopada tego samego roku został wybrany starostą bielskim, zastąpił na tej funkcji Zygmunta Mizerę.
W wyborach w 2006 roku ponownie uzyskał reelekcję z wynikiem 1535 głosów (17,05%), został także ponownie wybrany starostą. W 2007 roku został wiceprezesem Związku Powiatów Polskich. W tym samym roku został także przewodniczącym Konwentu Powiatów Województwa Śląskiego. W 2017 roku został z ramienia Związku Powiatów Polskich zastępcą członka w Europejskim Komitecie Regionów.
W 2010 roku ponownie uzyskał reelekcję z kandydując z KWW Rodzina-Prawo-Wspólnota, otrzymał 2198 głosów (19,67%). Mandat utrzymał także w wyborach w 2014 roku z wynikiem 1393 głosów (13,64%) W 2015 roku został wybrany wiceprezesem zarządu Związku Powiatów Polskich.
W wyborach w 2018 roku uzyskał ponownie mandat radnego z wynikiem 2206 głosów (17,52%), kandydując z ramienia KWW – Bezpartyjni – Rodzina Prawo Wspólnota. Po wyborach został ponownie przewodniczącym Konwentu Powiatów Województwa Śląskiego. W październiku tego samego roku został także wyróżniony nagrodą im. Grzegorza Palki za inicjowanie i wspieranie działań na rzecz przedsiębiorczości.
17 stycznia 2019 roku podczas się Zgromadzenia Ogólnego Związku Powiatów Polskich został wybrany prezesem tejże korporacji. Zastąpił na tym stanowisku Ludwika Węgrzyna. W lutym tego samego roku wszedł w skład komitetu organizacyjnego Święta Wolności i Solidarności, wydarzenia z okazji 30. rocznicy pierwszych wolnych wyborów parlamentarnych w Polsce. W grudniu 2021 roku został współzałożycielem Ruchu Samorządowego Tak! Dla Polski, został członkiem rady politycznej organizacji. W czerwcu 2022 roku został powołany na zastępcę członka zespołu ds. ochrony zdrowia i polityki społecznej Komisji Wspólnej Rządu i Samorządu Terytorialnego.

## Odznaczenia i wyróżnienia
- Medal „Za Zasługi dla Pożarnictwa”[4]
- Krzyż Kawalerski Orderu Odrodzenia Polski (2024)[21]
- Złoty Medal za Zasługi dla Policji (2019)[22]
- Złoty Krzyż Zasługi (2017)[23][4]
- Brązowa Odznaka „Zasłużony dla Ochrony Przeciwpożarowej” (2009)[24]

## Życie prywatne
Jest żonaty, ma dwójkę dzieci.